# 飞燕黄堇
飞燕黄堇（学名：Corydalis delphinioides）为罂粟科紫堇属下的一个种。

## 扩展阅读
- 維基物種上的相關：飞燕黄堇